# Renault R29
Der Renault R29 war ein Formel-1-Rennwagen und der Einsatzwagen von Renault in der Saison 2009.

## Renngeschichte
Der Renault R29 wurde am 19. Januar 2009 auf Autódromo Internacional do Algarve präsentiert. Verantwortlich für den Rennwagen waren Bob Bell (Technischer Direktor) und sein Assistent James Allison sowie Pat Symonds (Chefingenieur), Tim Densham (Chefdesigner) und Dirk de Beer (Chefaerodynamiker).Er wurde von einem Renault RS27-V8-Motor angetrieben. Es wurde das Kinetic Energy Recovery System eingesetzt, welches sonst nur noch im BMW Sauber F1.09, Ferrari F60 und dem McLaren MP4-24 angewandt wurde.
Der Rennwagen wurde von Fernando Alonso, Nelson Piquet jr. und Romain Grosjean gefahren. Das beste Resultat mit dem Rennwagen war ein dritter Platz.

## Lackierung und Sponsoring
Der R29 ist primär in Gelb, Weiß sowie Orange lackiert. Der Front- und Heckflügel wurden zusätzlich in Rot lackiert. Es werben Bridgestone, Elf, ING, Pepe Jeans London und Total auf dem Fahrzeug.

## Ergebnisse
| Fahrer                          | Nr.                             | 1   | 2  | 3  | 4  | 5  | 6   | 7  | 8  | 9  | 10  | 11 | 12  | 13 | 14  | 15 | 16  | 17 | Punkte | Rang |
| ------------------------------- | ------------------------------- | --- | -- | -- | -- | -- | --- | -- | -- | -- | --- | -- | --- | -- | --- | -- | --- | -- | ------ | ---- |
| Formel-1-Weltmeisterschaft 2009 | Formel-1-Weltmeisterschaft 2009 |     |    |    |    |    |     |    |    |    |     |    |     |    |     |    |     |    | 26     | 8.   |
| F. Alonso                       | 07                              | 5   | 11 | 9  | 8  | 5  | 7   | 10 | 14 | 7  | DNF | 6  | DNF | 5  | 3   | 10 | DNF | 14 | 26     | 8.   |
| N. Piquet                       | 08                              | DNF | 13 | 16 | 10 | 12 | DNF | 16 | 12 | 13 | 12  |    |     |    |     |    |     |    | 26     | 8.   |
| R. Grosjean                     | 08                              |     |    |    |    |    |     |    |    |    |     | 15 | DNF | 15 | DNF | 16 | 13  | 18 | 26     | 8.   |

| Legende  | Legende            | Legende                                                          |
| Farbe    | Abkürzung          | Bedeutung                                                        |
| -------- | ------------------ | ---------------------------------------------------------------- |
| Gold     | –                  | Sieg                                                             |
| Silber   | –                  | 2. Platz                                                         |
| Bronze   | –                  | 3. Platz                                                         |
| Grün     | –                  | Platzierung in den Punkten                                       |
| Blau     | –                  | Klassifiziert außerhalb der Punkteränge                          |
| Violett  | DNF                | Rennen nicht beendet (did not finish)                            |
| Violett  | NC                 | nicht klassifiziert (not classified)                             |
| Rot      | DNQ                | nicht qualifiziert (did not qualify)                             |
| Rot      | DNPQ               | in Vorqualifikation gescheitert (did not pre-qualify)            |
| Schwarz  | DSQ                | disqualifiziert (disqualified)                                   |
| Weiß     | DNS                | nicht am Start (did not start)                                   |
| Weiß     | WD                 | zurückgezogen (withdrawn)                                        |
| Hellblau | PO                 | nur am Training teilgenommen (practiced only)                    |
| Hellblau | TD                 | Freitags-Testfahrer (test driver)                                |
| ohne     | DNP                | nicht am Training teilgenommen (did not practice)                |
| ohne     | INJ                | verletzt oder krank (injured)                                    |
| ohne     | EX                 | ausgeschlossen (excluded)                                        |
| ohne     | DNA                | nicht erschienen (did not arrive)                                |
| ohne     | C                  | Rennen abgesagt (cancelled)                                      |
| ohne     | keine WM-Teilnahme |                                                                  |
| sonstige | P/fett             | Pole-Position                                                    |
| sonstige | 1/2/3/4/5/6/7/8    | Punktplatzierung im Sprint-/Qualifikationsrennen                 |
| sonstige | SR/kursiv          | Schnellste Rennrunde                                             |
| sonstige | *                  | nicht im Ziel, aufgrund der zurückgelegten Distanz aber gewertet |
| sonstige | ()                 | Streichresultate                                                 |
| sonstige | unterstrichen      | Führender in der Gesamtwertung                                   |